# William Reid Dick
Sir William Reid Dick KCVO RA (* 13. Januar 1878 in Hutchesontown, Glasgow; † 1. Oktober 1961 in London) war ein schottischer Bildhauer, der für die innovative Stilisierung der Form bei seinen Denkmälern und die Einfachheit seiner Porträts bekannt war. Er wurde 1921 assoziiertes Mitglied der Royal Academy und 1928 Vollmitglied. Dick war von 1933 bis 1938 Präsident der Royal Society of British Sculptors. Er wurde von König Georg V. 1935 zum Knight Commander des Royal Victorian Order geschlagen. Von 1938 bis zu seinem Tod war er Sculptor in Ordinary for Scotland für King George VI.
Im Alter von zwölf Jahren ging Dick in seiner Heimatstadt bei einem Steinmetz in die Lehre. Während der nächsten fünf Jahre erlernte er tagsüber die Arbeit mit dem Stein, abends besuchte er Klassen für Zeichnen und Modellieren. 1896 war seine Lehrzeit abgeschlossen. Er wechselte dann an die Glasgow School of Art und nahm eine Lehrtätigkeit an der Bellshill Academy in Lanarkshire auf. Ab 1908 lebte er in London und stellte in dortigen Galerien aus.
Dick war zu seinen Lebzeiten als Bildhauer des Porträtstatuen bekannt. Die Skulpturen am Unilever House an der Blackfriars Bridge und der Adler auf dem Royal Air Force Denkmal auf dem Victoria Embankment sind von ihm. Im Regent’s Park steht sein Brunnen Junge mit Frosch (1936). Er war auch der Schöpfer der imposanten Bronzestatue von Franklin Delano Roosevelt im Londoner Grosvenor Square (vor der Botschaft der Vereinigten Staaten), von George V im House of Lords und einer weiteren in Jersey, die John Soane Statue an der Bank of England. Am 22. Oktober 1949 wurde in Broadgate, Coventry, England, die Reiterstatue von Lady Godiva enthüllt, ein £ 20.000-Geschenk von Herrn WH Bassett-Green, einem Coventry-Landsmann.
Sein Archiv befindet sich in der Tate Gallery. Er wurde in der St Paul’s Cathedral in London begraben.

## Fotos

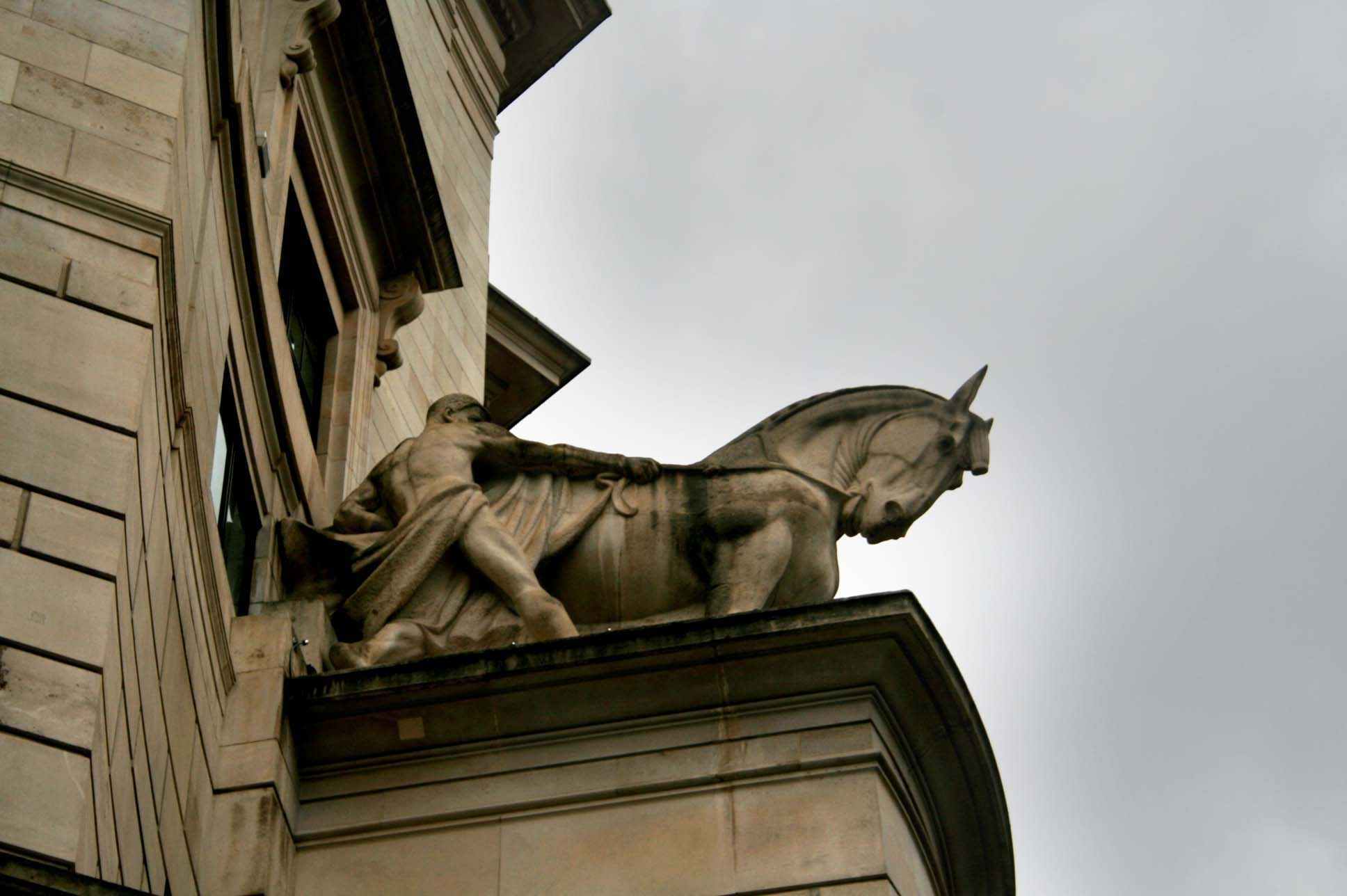
Skulptur eines Mannes und eines Pferdes am Unilever House (Kontrollierte Energie), 1933, von links
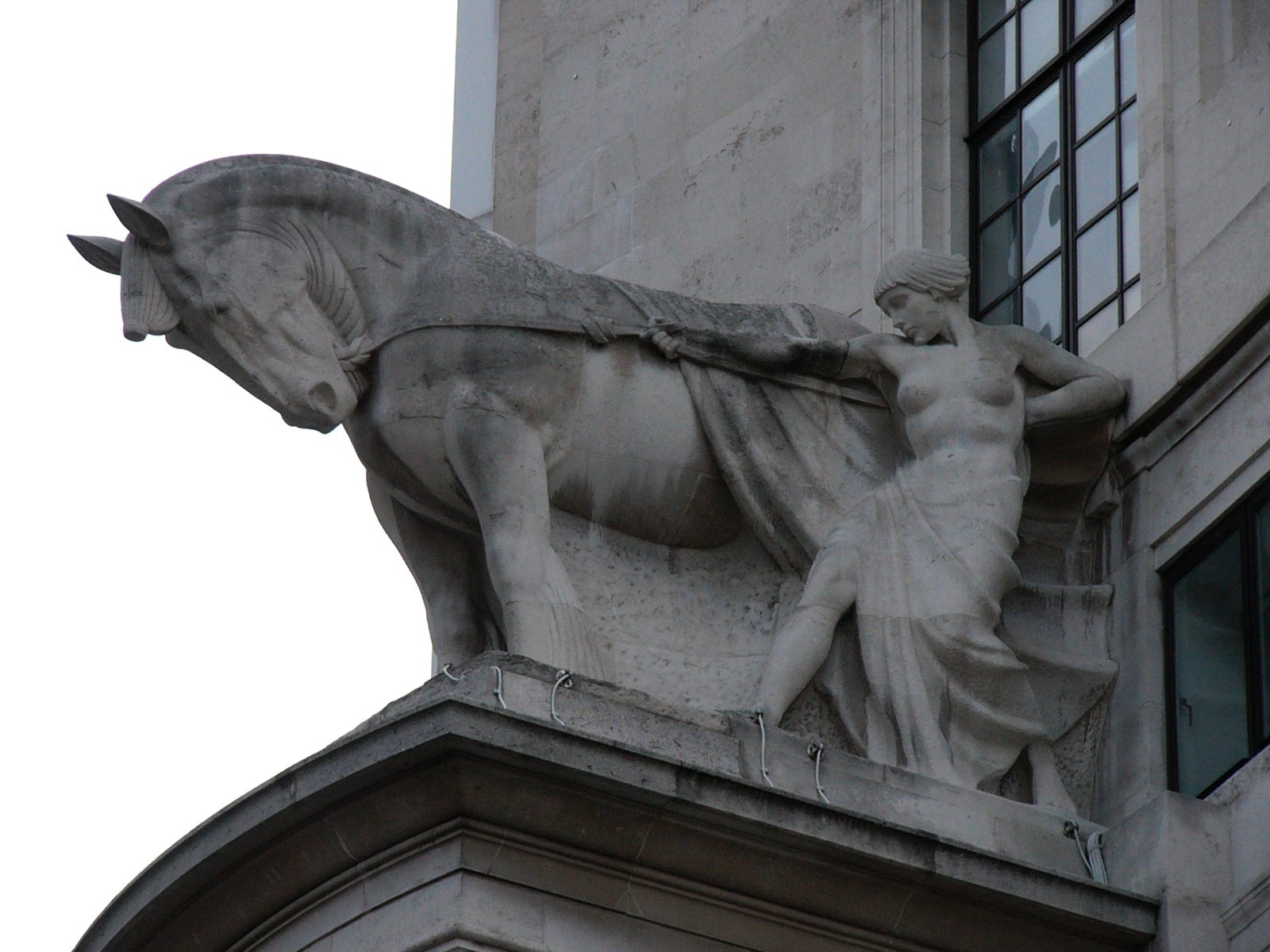
Gegenstück: Skulptur einer Frau und eines Pferdes am Unilever House (Kontrollierte Energie), von rechts
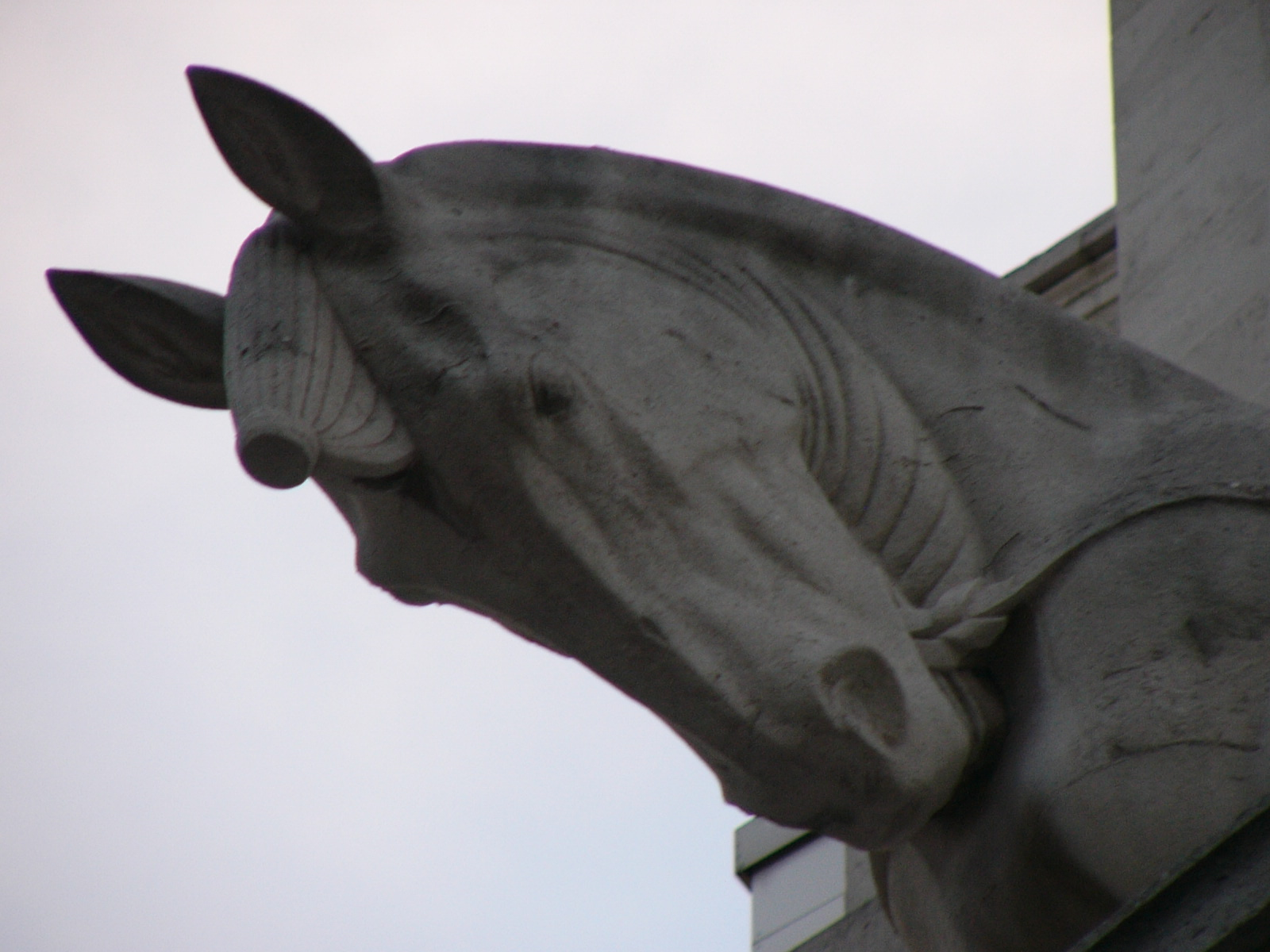
Detail daraus
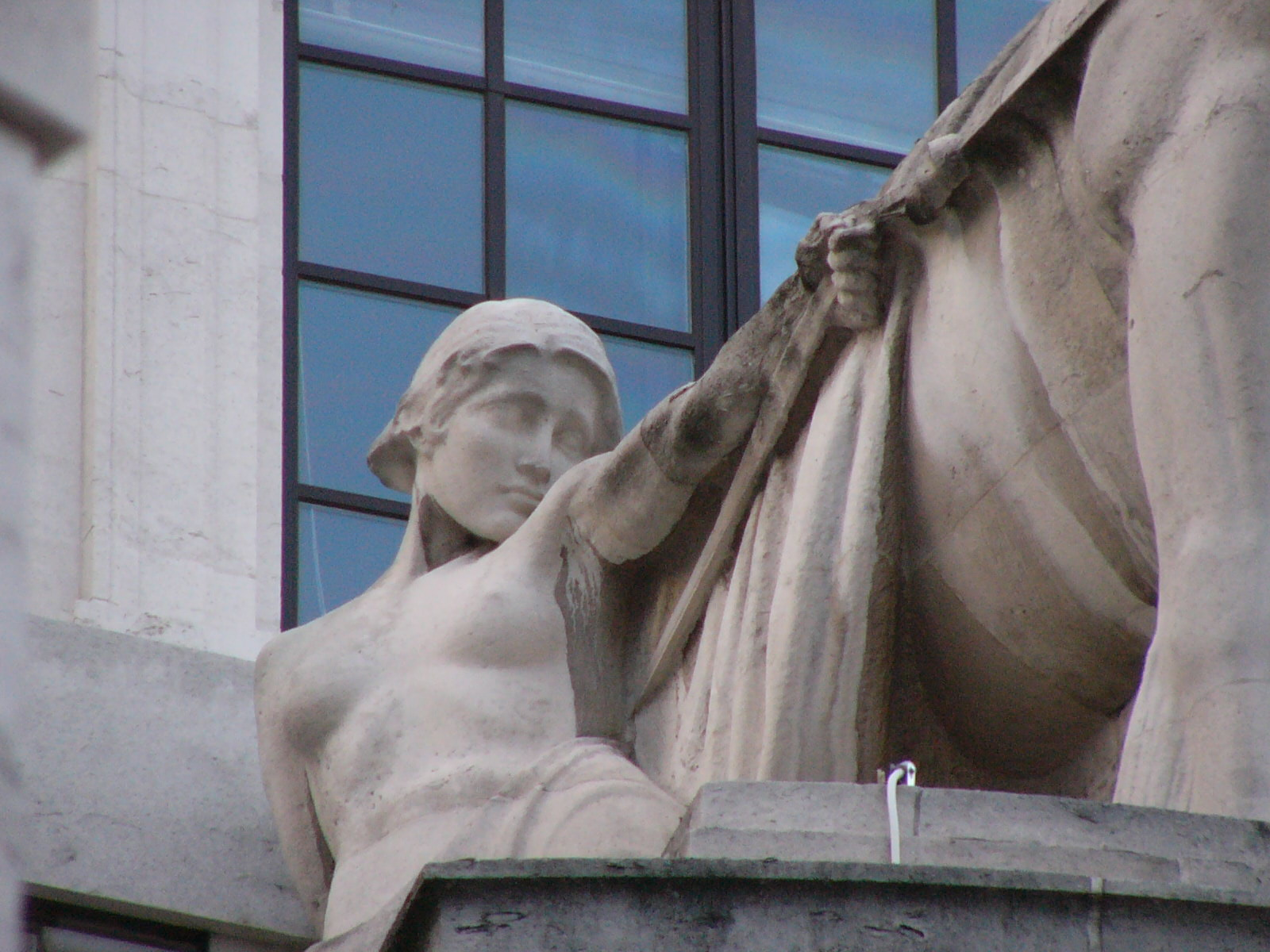
Ansicht von links
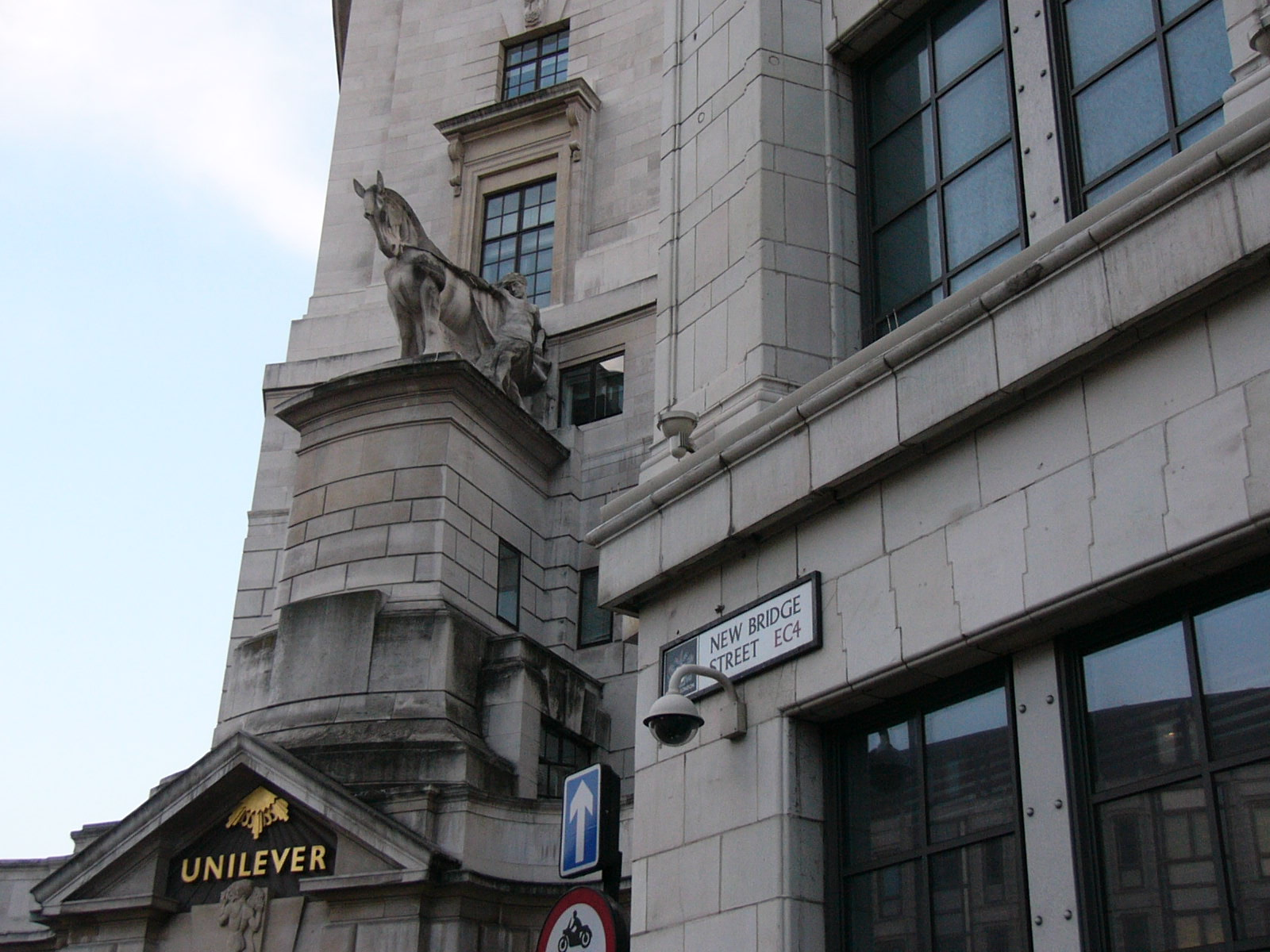
Unilever House, Sir William Reid Dick RA, "Kontrollierte Energie", Gebäudeansicht
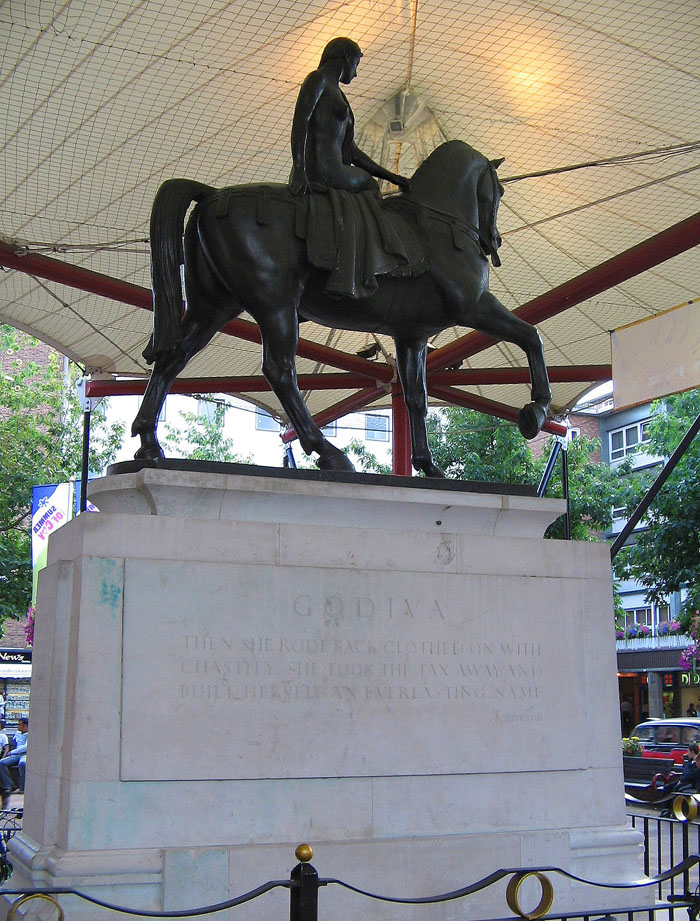
Denkmal für Lady Godiva auf einem Pferd, Broadgate, Coventry, England.
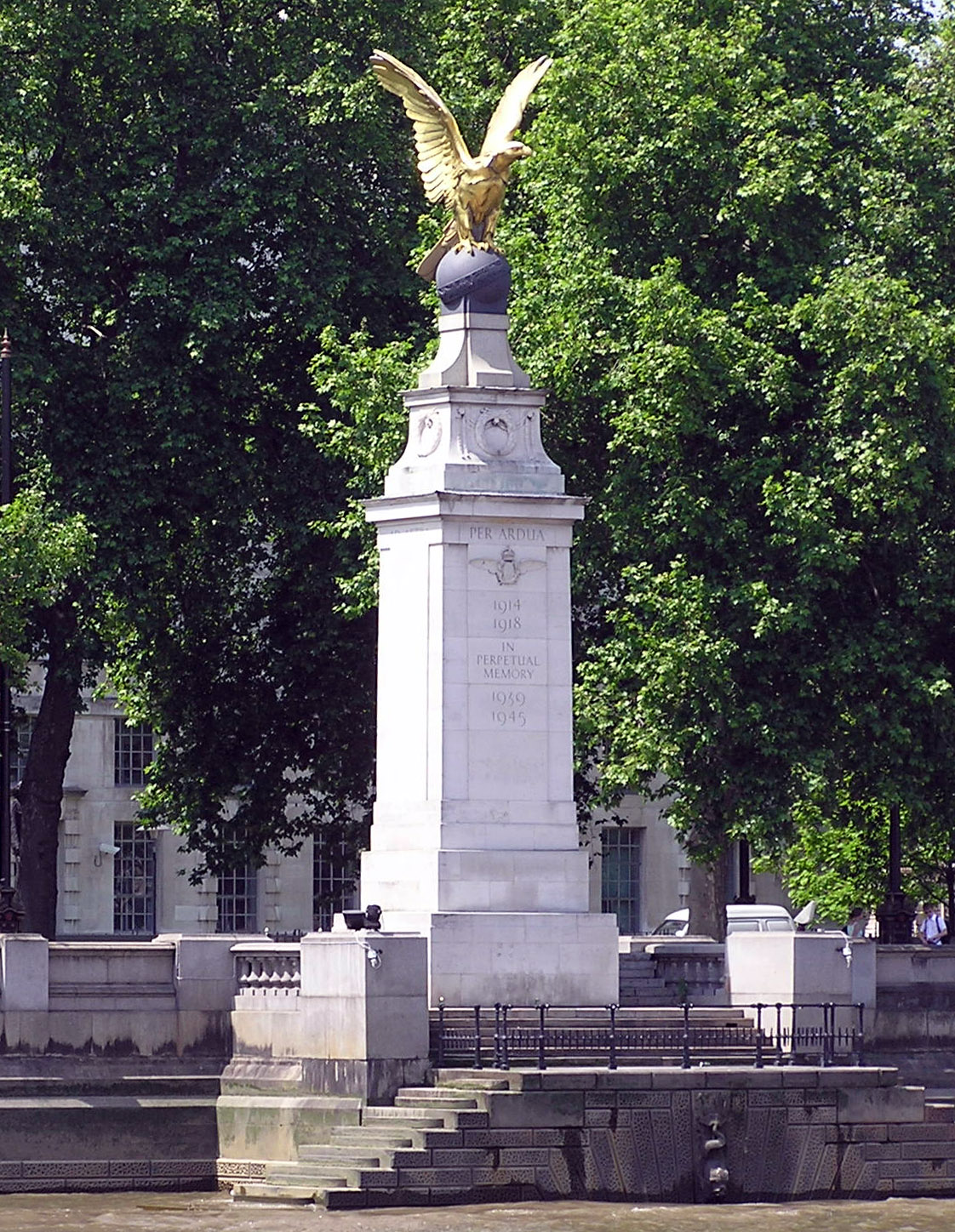
Der Adler am Royal Air Force Memorial (Januar 2006)
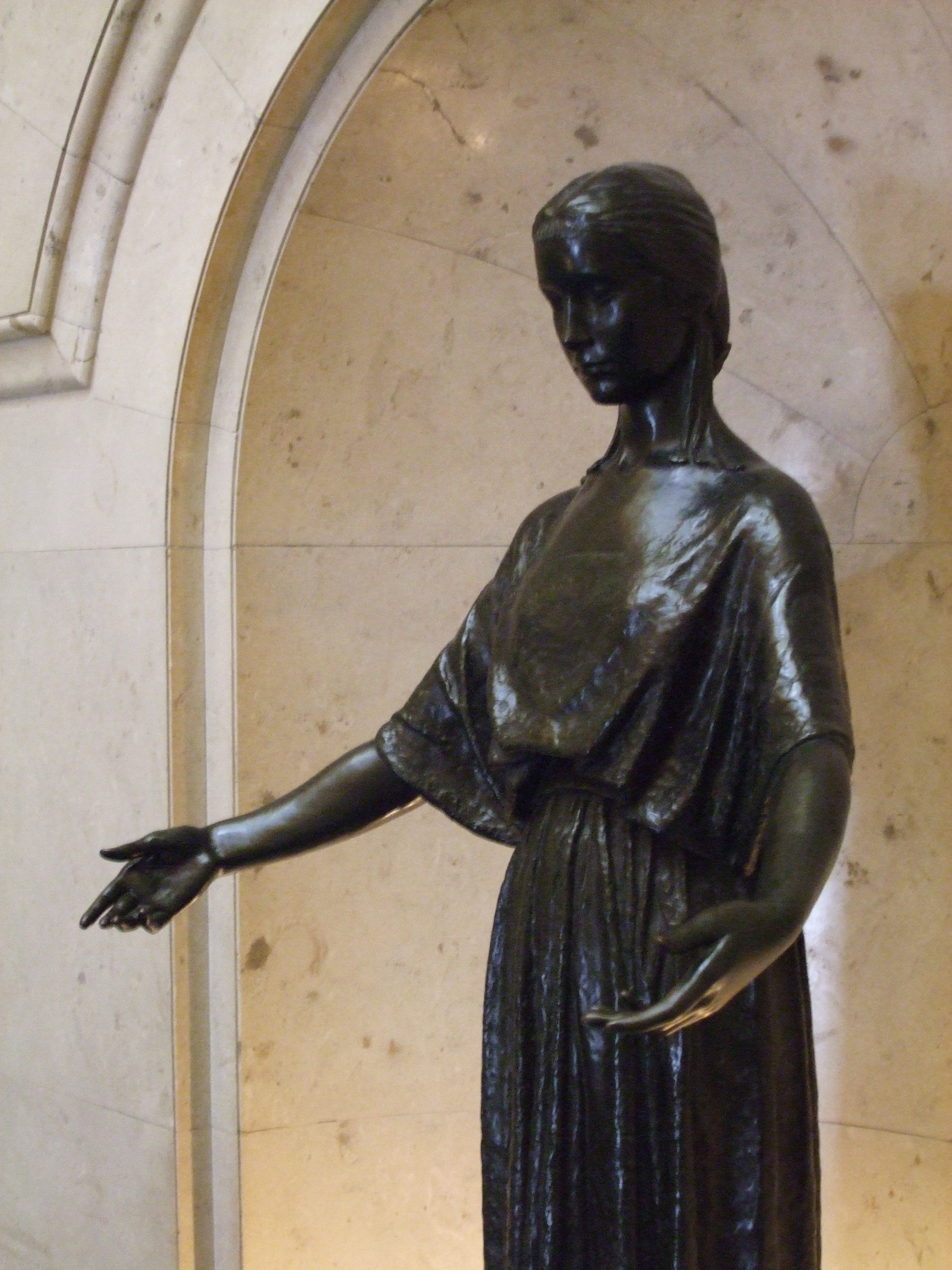
Skulptur mit dem Titel Willkommen am Nottingham Council House